# Tom McClintock
Thomas Miller McClintock II (nacido el 10 de julio de 1956) es un político estadounidense que se desempeña como representante de los Estados Unidos por el 5.º distrito congresional de California desde 2009 (conocido como el 4.º distrito congresional hasta 2023). Su distrito se extiende desde los suburbios de Sacramento hasta los suburbios exteriores de Fresno, e incluye el Parque Nacional Yosemite. Miembro del Partido Republicano, McClintock fue asambleísta del estado de California de 1982 a 1992 y de 1996 a 2000, cuando se convirtió en senador estatal de California, cargo que ocupó hasta 2008. Se postuló sin éxito para gobernador de California en la elección de destitución de 2003 y para vicegobernador de California en la elección de 2006.

## Primeros años y educación
McClintock nació en White Plains, Nueva York, y se graduó en 1978 de la Universidad de California, Los Ángeles (UCLA). A los 23 años, fue elegido presidente del Partido Republicano del Condado de Ventura, cargo que ocupó hasta 1981. Fue jefe de personal del senador estatal Ed Davis de 1980 a 1982. De 1992 a 1994, se desempeñó como director del Centro para el Contribuyente de California. Fue director del Golden State Center for Policy Studies del Claremont Institute de 1995 a 1996.

## Posiciones políticas

### Elección presidencial de 2020
En diciembre de 2020, McClintock se unió a otros 125 miembros republicanos del Congreso al firmar un escrito amicus en apoyo de una demanda del fiscal general del estado de Texas que buscaba anular los resultados certificados de las elecciones presidenciales de 2020 en otros cuatro estados de EE. UU. El fiscal general de Pensilvania calificó la demanda como un "abuso sedicioso del proceso judicial" y Mitt Romney, candidato presidencial republicano de 2012, la describió como "simplemente una locura".
La presidenta de la Cámara de Representantes, Nancy Pelosi, emitió un comunicado calificando la firma del escrito amicus como un acto de "subversión electoral".
Más tarde, McClintock se convirtió en uno de los siete republicanos que no apoyaron los esfuerzos de sus colegas para impugnar los resultados de las elecciones el 6 de enero de 2021. Estos siete firmaron una carta que, aunque daba crédito a las acusaciones de fraude electoral hechas por Trump, afirmaba que el Congreso no tenía la autoridad para influir en el resultado de las elecciones.
McClintock votó en contra de la destitución de Trump por su papel en incitar el asalto al Capitolio de EE. UU. en 2021.

### Derechos de los animales
McClintock ha dicho que "los animales de granja son comida, no amigos".

### Cannabis
En 2015, McClintock presentó una enmienda para limitar la aplicación de la ley federal en los estados que han legalizado el cannabis. Conocida como la enmienda McClintock-Polis, fracasó por una votación de 206-222. Fue reintroducida en 2019 como la enmienda Blumenauer-McClintock-Norton y fue aprobada con 267-165 votos.
En 2016, McClintock respaldó la Proposición 64 de California, la Ley de Uso de Marihuana para Adultos. Declaró: "Nuestras leyes actuales nos han fallado y han creado un mercado negro violento y criminal que comercializa activa y agresivamente con los jóvenes. La legalización elimina el lucro criminal de la ecuación y nos permite regular la marihuana de la misma manera que regulamos el alcohol actualmente".
En 2020, McClintock fue uno de los cinco republicanos de la Cámara que votaron a favor de la Ley de Oportunidad, Reinversión y Eliminación de la Marihuana (MORE Act) para legalizar el cannabis a nivel federal. En 2021, fue uno de los cuatro copatrocinadores originales de un proyecto de ley de legalización liderado por republicanos llamado States Reform Act.

### COVID-19
Durante la pandemia de COVID-19, McClintock expresó que el uso de mascarillas no debería ser obligatorio, y aunque usó una mascarilla durante las sesiones del Congreso, dijo: "esta mascarilla es inútil". Durante el segundo juicio político a Donald Trump, McClintock usó una mascarilla que decía "Esta mascarilla es tan inútil como nuestro gobernador", en referencia al gobernador Gavin Newsom.

### Defensa
En septiembre de 2021, McClintock fue uno de los 75 republicanos de la Cámara que votaron en contra de la Ley de Autorización de Defensa Nacional de 2022, que contiene una disposición que requeriría que las mujeres sean reclutadas.

### Medio ambiente
McClintock cuestiona el papel que la actividad humana juega en el cambio climático, argumentando que el "clima ha estado cambiando durante cuatro mil quinientos millones de años".

### Política exterior
En 2019, McClintock fue uno de los 60 representantes que votaron en contra de condenar la retirada de Trump de Siria.
En 2020, McClintock votó en contra de la Ley de Autorización de Defensa Nacional de 2021, que impediría al presidente retirar soldados de Afganistán sin la aprobación del Congreso.
En junio de 2021, McClintock fue uno de los 49 republicanos de la Cámara que votaron a favor de derogar la AUMF contra Irak.
En julio de 2021, McClintock fue uno de los cinco republicanos de la Cámara que votaron en contra de un proyecto de ley que asigna $2.1 mil millones para visas afganas y seguridad en el Capitolio.
En 2023, McClintock fue uno de los 47 republicanos que votaron a favor de la Resolución Concurrente H.Con.Res. 21, que instruía al presidente Joe Biden a retirar las tropas estadounidenses de Siria en un plazo de 180 días.

### Derechos humanos y civiles
McClintock se opone al matrimonio entre personas del mismo sexo. En 2008, declaró: "llamar matrimonio a una unión homosexual no la convierte en uno".
En junio de 2021, McClintock fue uno de los 14 republicanos de la Cámara que votaron en contra de la legislación para establecer el 19 de junio, o Juneteenth, como un feriado federal.

### Inmigración
McClintock votó en contra de la Ley de Equidad para Inmigrantes Altamente Calificados de 2019, que enmendaría la Ley de Inmigración y Nacionalidad para eliminar la limitación numérica por país para inmigrantes basados en empleo, aumentar la limitación numérica por país para inmigrantes patrocinados por familiares y otros propósitos.
McClintock votó en contra de la Ley de Apropiaciones Consolidadas de 2020, que autoriza al DHS a casi duplicar las visas H-2B disponibles para el resto del año fiscal 2020.
McClintock votó en contra de la Ley de Apropiaciones Consolidadas (H.R. 1158), que efectivamente prohíbe que ICE coopere con el Departamento de Salud y Servicios Humanos para detener o deportar a patrocinadores de menores no acompañados que se encuentran en el país ilegalmente.

### Derechos de votación
McClintock se opone a la votación por correo, diciendo en 2020 que era un "proceso corrupto" que permite que se envíen boletas a votantes que han fallecido o se han mudado.